# ハル・キングストン・ローヴァーズ
ハル・キングストン・ローヴァーズ（Hull Kingston Rovers）は、イングランド、ヨークシャー、キングストン・アポン・ハルにあるプロラグビーリーグクラブである。ホームスタジアムはクラヴェン・パーク。「ローヴァー（rover）」は英語で放浪者の意味。
ハルを本拠地とする2つのプロラグビーリーグチームの1つ。ハルFCはシティの西側、ハルKRは東側でプレーする。ハル川が2つの地域を隔てている、ハルKRの愛称「The Robins（コマドリ）」は伝統的な赤と白のユニフォームに由来する。
2007年から2016年までスーパーリーグに10年間在籍した後、2016シーズン後にスーパーリーグ参入プレーオフで敗れ、チャンピオンシップ（2部）に降格した。
2017シーズンはチャンピオンシップで好成績を収めて自動昇格権を手にして、1シーズンでスーパーリーグ復帰を果たした。

## タイトル・表彰

### 主要タイトル
| 大会                  | 優勝回数 | 優勝年                                      |
| --------------------- | -------- | ------------------------------------------- |
| RFLチャンピオンシップ | 5        | 1922–23, 1924–25, 1978–79, 1983–84, 1984–85 |
| チャレンジカップ      | 1        | 1979–80                                     |

### その他のタイトル
| 大会                     | 優勝回数 | 優勝年                                                        |
| ------------------------ | -------- | ------------------------------------------------------------- |
| プレミアシップ           | 2        | 1980–81, 1983–84                                              |
| リーグカップ             | 1        | 1984–85                                                       |
| BBC2 Floodlitトロフィー  | 1        | 1977–78                                                       |
| RFLヨークシャーリーグ    | 3        | 1924–25, 1925–26, 1966–67                                     |
| RFLヨークシャーカップ    | 7        | 1920–21, 1929–30, 1966–67, 1967–68, 1971–72, 1974–75, 1985–86 |
| RFUヨークシャーカップ    | 1        | 1897                                                          |
| チャンピオンシップカップ | 1        | 2005                                                          |